# Lambdina johnsoni
Lambdina johnsoni là một loài bướm đêm trong họ Geometridae.